# Karai
Karai (カライ?) es un personaje ficticio en varios tramos de los cómics de las Tortugas Ninja y todos los medios afines, donde suele ser uno de los miembros de más alto rango del Clan del Pie. Ella fue originalmente introducida en la serie de cómics de Kevin Eastman y Peter Laird Tortugas Ninja en diciembre de 1992.
En algunas encarnaciones del personaje (en particular, los dibujos animados de 2003, losdibujos animados de 2012, y los cómics de 2010), ella está estrechamente relacionada con Shredder como su hija adoptiva o nieta biológica, pero en su encarnación original no tenía ninguna relación con él.

## En las historietas

### Mirage/Image
El nombre de Karai es una palabra japonesa que se traduce aproximadamente como ‘extremadamente severa’. En Tortugas Ninja de Mirage Studios, por Kevin Eastman, Peter Laird y Jim Lawson, ella es introducida como uno de los líderes del Clan del Pie principal en Japón (un miembro de su Consejo de los Cinco) que vinieron a Nueva York para restaurar el orden en el arco argumental «Ciudad en Guerra». Desde que Leonardo mató a Shredder (Oroku Saki), la facción del pie en Nueva York ha sido un caos, con diferentes grupos enfrentados entre sí por el control final, a excepción de la Élite de Shredder, que han estado llevando a cabo ataques aparentemente sin motivo a las otras facciones. Karai captura a Leonardo y le ofrece a las tortugas un trato: si las tortugas matan a la Élite, ella les ofrecerá una tregua con el Clan del Pie. Tras el debate, las tortugas finalmente acuerdan buscar la ayuda de Karai en el trato con la Élite. Cuando llegan a su sede rascacielos, encuentran muertos a los guardias del Pie y el líder del Pie sosteniendo el cuerpo de una chica muerta. Se revela que la niña era la hija de Karai, y en la desesperación, ella hace le hace jurar a Leonardo que le ayudará a matar a toda la Élite. Durante una confrontación final, cinco Élite se enfrentan a las Tortugas, Karai, y sus soldados del Pie. La disfrazada Karai, vestida con la armadura de Shredder, ordena a la Élite que cometa seppuku, pero solo uno lo hace; después de una dura lucha, las tortugas y Karai son los únicos que quedan en pie. Karai agradece a las tortugas por su ayuda, pero ellos responden que ella no les debe nada más que su palabra, a lo que ella está de acuerdo, diciendo que nunca más el Clan del Pie los molestará, y regresa a Japón.
Mientras Karai no aparece correctamente en el Volumen Tres de la serie de las Tortugas Ninja de Image Comics, se revela que Karai ha sido depuesta como líder del Pie en Japón y se presume estar muerta. Si esta serie hubiera continuado, Karai habría sido revelada como la persona detrás de la máscara de Lady Shredder, un personaje introducido en los últimos números de la serie como un tercer contendiente que compite por el liderazgo del Pie. Sin embargo, esto fue cambiado más adelante en la continuación semioficial (desarrollado con notas del escritor de la serie de Image Comics Gary Carlson, pero por lo demás hecha por los fanes), en el que Lady Shredder se reveló como Tang Amaya, un nuevo personaje totalmente diferente que también era retrocontinuado que era la verdadera identidad de La Señora (de Tales of TMNT) y Headhunter (de Big Bang Comics), y la hermana de Tang Shen (la amante china de Splinter, el maestro Hamato Yoshi).
En los cómics más recientes Volumen Cuatro de Peter Laird y Jim Lawson (sin la participación de Eastman), Karai ha vuelto a instalarse en Nueva York y está usando una armadura de alta tecnología. Ella le pide a Leonardo que le ayude a capturar con vida a uno de los misteriosos guerreros que están siendo una molestia para el Pie en todas partes. Cuando Leonardo ve a través de su mentira sobre ciertos libros místicos, como que ella suele ser una buena mentirosa, él sospecha que algo o bien le preocupa mucho o la está controlando. Unas semanas más tarde, Karai visita un club nocturno de alto perfil local, conociendo a Casey Jones, todavía añorando a su esposa April O'Neil que se ha ido en una peregrinación de conciencia. Karai lleva a Jones a su piso privado, donde se despierta desnudo y sin recordar nada de la noche anterior. Más tarde descubre que una notablemente alegre Karai sabe algo de la noche anterior, pero no se atreve a decirle. De acuerdo con Peter Laird, Lo que está pasando con Mike, y con Karai y Casey, tendrá consecuencias significativas. Los fanes han especulado que Karai finalmente da a luz al hijo de ella y Casey. Laird también señaló: Es posible que en algún momento podamos saber más sobre el origen de Karai y su hija. No estoy seguro exactamente qué edad tiene Karai, pero podría ser que su hija fue adoptada. En general, creo que el tiempo transcurrido entre el Volumen 2 y Volumen 4 es de unos quince años.
Karai también aparece en tres historias independientes de la serie no-canon Tales of the Teenage Mutant Ninja Turtles, incluyendo las historias de su juventud y posible futuro, así como en la adaptación del cómic de la película de animación de 2007.

### IDW Publishing
Un personaje totalmente diferente llamado Karai - una chica con el pelo morado que dice ser la nieta de Shredder - aparece en la continuidad de IDW Publishing, la serie de reinicio re-imaginada Tortugas Ninja de Kevin Eastman, Tom Waltz y Dan Duncan (más tarde también Andy Kuhn y Mateus Santolouco). Duncan registró un boceto de diseño de personaje de ella en su cuenta de deviantArt, escribiendo que prefiere referirse a ella como la novia de Shredder. Waltz dijo acerca de los números futuros: No puedo decir mucho aún aparte de que Karai ha jugado un papel fundamental en los hechos que condujeron a la vuelta de Saki.
Karai de los cómics IDW fue introducida en mayo de 2012 en la edición 10, donde ella captura a Splinter.

## En otros medios

### Televisión

#### Teenage Mutant Ninja Turtles (2003)
Karai apareció en la serie de dibujos animados de 2003 con la voz de Karen Neil. Entrenada en ninjutsu y aspirante a practicante de bushido, Karai aparece por primera vez como uno de los miembros de mayor rango del Clan del Pie, similar en estatus al hijo adoptivo de Shredder, Hun (que le guarda rencor); Finalmente, ella se convierte en la líder del clan. Debido a su conflicto interno, aparece, a lo largo de la serie, como aliada y enemiga de las Tortugas, compartiendo una relación complicada con ellas, especialmente con Leonardo (como Lotus Blossom en la serie de televisión de 1987). Karai era la única miembro del Pie que sabía que Shredder era en realidad un Utrom. Después de la derrota final de Shredder al final de la tercera temporada, Karai pasó toda la cuarta y quinta temporada jurando venganza contra las Tortugas; especialmente Leonardo. Cuando apareció como invitada en la boda de April y Casey, se confirmó que su venganza con las Tortugas finalmente había terminado; aunque se desconoce cuándo Karai hizo su debut animado en la segunda temporada, en la adaptación libre de la saga de tres partes City at War. Karai llega a la ciudad de Nueva York después de escuchar la noticia de la guerra de pandillas por el control de la ciudad que tiene lugar después de la muerte de Shredder, capturando brevemente a Leonardo y conseguir la ayuda de las Tortugas para detener la guerra, con la promesa de poner fin a la enemistad de los Pie contra ellas a cambio de su ayuda. Leonardo, creyendo que su Karai es honorable a pesar de su legado, convence a Donatello, Michelangelo y Casey Jones para que la ayuden (Raphael inicialmente se niega). Juntos, Karai y las Tortugas finalmente retoman el control del New York Foot y, en consecuencia, de su inframundo. Se hace una tregua entre las Tortugas y el Pie. Sin embargo, el final de la historia revela que Karai ha estado manipulando a las Tortugas y trabajando con Shredder, que apenas sobrevivió, todo el tiempo, sin que las Tortugas y el New York Foot lo supieran. Karai y el Pie reaparecen cuando Ch'rell completamente curado retoma el control del Pie. Al darse cuenta de que su acuerdo con el Foot se había retractado, las Tortugas deciden enfrentarse al Pie nuevamente. Cuando se vio obligado a luchar contra Leonardo, y a pesar de su falta de resistencia, Karai se mostró reacio a matarlo. El conflicto interno de Karai entre su sentido del honor y la lealtad hacia su malvado padre es el eje principal de su historia en la tercera temporada, ya que es arrastrada desde ambas direcciones para tomar partido durante sus diversos encuentros, incluso trabajando junto con las Tortugas en ocasiones. Ella también aparece en un cameo en Japón. Karai logra permanecer en el favor de ambos lados hasta que las Tortugas se enfrentan a Shredder nuevamente en el final de la temporada, donde apuñala a Leonardo en el hombro, aunque luego evita que Utrom Shredder mate a las Tortugas mientras están inconscientes. Al final, Shredder es hecho prisionero y exiliado, mientras que Karai y el joven jefe de la división científica del Pie, el Dr. Chaplin (que está enamorado de ella) también son capturados y llevados de regreso a la Tierra. Con su padre adoptivo exiliado y muerto a los ojos del mundo, una Karai amargada y vengativa se hace cargo del Pie y del nombre de The Shredder (en una escena eliminada incluso dice que Karai "ya no existe", completamente reemplazado por The Shredder). Este nuevo Shredder "conservaría los elementos icónicos tradicionales, pero tendría un tratamiento diferente" Furiosa por lo que vio como una traición por parte de las Tortugas, Karai pasa la temporada planeando su venganza contra ellas, atacándolas primero en el plano psíquico a través de Foot Mystics, y luego coordinó y lideró un asalto contra ellos en su guarida. Más tarde, una vez más se enfrenta a Leonardo, quien la derrota pero luego se marcha con la advertencia de dejar a su familia en paz, dándole una última oportunidad de redención. Karai luego se enfrenta a las Tortugas durante su intento de recuperar un amuleto de pie llamado Corazón de Tengu, pero no logra detenerlas a pesar de sus esfuerzos. Sin que las Tortugas y el Agente Bishop, quienes inicialmente les encargaron recuperarlo, lo supieran, el Corazón de Tengu era un artefacto místico que permitía al Pie controlar a sus cinco Místicos Elementales, quienes en realidad son los heraldos de un hombre-demonio que había existido hace siglos. Aterrorizó a Japón como el verdadero Shredder, conocido como Tengu Shredder. La destrucción del artefacto desata una cadena de acontecimientos que resultan en la resurrección del demonio, cuyo primer objetivo es Karai por "usurpar" el nombre de Shredder. A pesar de sus esfuerzos y los de las Tortugas (que creen que ella es la clave para detenerlo), One and True Shredder supera a Karai en la batalla, hiriéndola gravemente. Rescatada por las Tortugas, Karai se cura y, reconociendo la amenaza que representa el demonio Shredder, acepta una alianza "temporal" con sus enemigos. Pronto se descubre que debido a que comparte el manto de Shredder, Karai tiene la capacidad psíquica latente de reducir las defensas de Shredder a través de un vínculo compartido. Esto les da a las Tortugas una ventaja en su conflicto final con el demonio, en el que Karai ayuda a allanar el camino para la destrucción de su homónimo, mientras que el Dr. Chaplin ayudó a coordinar la batalla. Después de la victoria, Karai y el Dr. Chaplin se van de la mano, y ella le promete que se preocupará más por su futuro inmediato.
Karai no participa en ninguna historia principal de la temporada Fast Forward en la que las Tortugas y Splinter viajan cien años hacia un futuro lejano, lo que indica que ella había envejecido y muerto. Sin embargo, se la ve durante los eventos que habrían ocurrido después del regreso de las Tortugas del año 2105, ya que Karai ha abandonado su rencor contra las Tortugas y está ansiosa por convertirse en estudiante del Tribunal Ninja, pero Leonardo desconfía obsesivamente de ella, casi arruinando el ritual de entierro de Shredder por parte de Karai y acusándola de ser una traidora, lo que de hecho llevó a su propio destierro del Tribunal. Como los eventos en este libro fueron escritos por Splinter y Cody Jones para disuadir a las Tortugas de saber demasiado sobre su futuro, es poco probable que algo así haya ocurrido (o vaya a ocurrir). Karai hace su aparición en el episodio de la séptima temporada "Something Wicked". Aquí, se la ve como cameos en un flashback con su padre adoptivo extraterrestre Ch'rell, Utrom Shredder, tanto en su diseño original como en el nuevo.
En el final de la serie, ella fue invitada a asistir a la boda de April O'Neil y Casey Jones y llegó a la ceremonia con el Dr. Chaplin a su lado. Más tarde, ella y Chaplin ayudan a las Tortugas a defenderse del repentino ataque de Cyber Shredder, el nuevo Shredder y principal antagonista de la séptima temporada. Una versión futura alternativa de Karai aparece como villana en un episodio de la tercera temporada de un futuro alternativo "Same As It Never Was", en el que ella está sirviendo a Shredder luego de su exitosa conquista de la Tierra, en una línea de tiempo donde Donatello desapareció y las Tortugas se desmoronaron sin su influencia estabilizadora. Ella y sus robots matan a Michelangelo, Leonardo y Raphael, pero luego ella misma muere a causa de los misiles disparados por April.{{Refn|1=In an early draft of this episode, her title was Princess Karai and April would get into Karai's "Dark Princess outfit" to defeat the Shredder and take control of the Foot in guise of her.

#### Teenage Mutant Ninja Turtles (2012)
En la versión 3D CGI, Karai debuta en la primera temporada con la voz de Kelly Hu. Nickelodeon published early character design sketches of their interpretation of Karai on the Internet. Nickelodeon publicó en Internet los primeros bocetos de diseño de personajes de su interpretación de Karai. En la serie, Karai es una adolescente de 16 años y miembro rebelde del Pie y una maestra kunoichi con fuertes vínculos con Shredder. El personaje fue presentado en el episodio "New Girl in Town". Leonardo gana afecto por ella después de verla por primera vez, el cual conserva durante la serie. Usó sus astutas tácticas para obligar a Leonardo a asumir menos responsabilidad y vivir su propia vida. Queriendo verlo a medianoche, le mostró la legendaria katana de Miyamoto Musashi y expresó su deseo de que él robara con ella. Cuando él se negó, ella se "aburrió" y dijo que hacer cosas tan deshonrosas era "divertido". Luego lo dejó para defenderse de Snakeweed, no sin antes arrojar su cuchillo tanto cerca de su cabeza, lo que permitió que el líder Tortuga se liberara.
Ella hizo su segunda aparición en "The Alien Agenda", donde se encontró por primera vez con los extraterrestres interdimensionales conocidos como Kraang. Curiosa por estos extraterrestres y su relación con las Tortugas, Karai los siguió para recuperar un Kraangdroid inactivo que les mostró a Shredder y Baxter Stockman, pensando que el científico podría hacer uso de una tecnología tan compleja desde el espacio. Shredder luego le ordenó que aprendiera más sobre los Kraang, ya que su tecnología altamente avanzada resultaría muy útil en su enemistad centenaria con Splinter y las Tortugas. En el final de la primera temporada, "Showdown, Part 2", se revela que Karai es, de hecho, Miwa, la única hija y supuestamente fallecida de Hamato Yoshi y su difunta esposa Tang Shen, quien fue secuestrada por Shredder cuando era niña después de la batalla que resultó en la desafortunada desaparición de Tang Shen hace quince años. Desde entonces, Shredder la crio como si fuera suya, le cambió el nombre a "Karai" y le dijo que Splinter fue responsable de la muerte de su madre. Volviéndose hacia Splinter, sorprendido y conmocionado, se volvió para golpearlo en represalia por "quitarle la vida a su madre". Cuando él se negó a luchar contra ella, ella expresó furiosamente su cobardía.
Karai reaparece en el episodio de la segunda temporada "Follow the Leader". Ella se interesa mucho en la frecuente caza de las Tortugas de las docenas de botes de mutágeno esparcidos por toda la ciudad de Nueva York y forma un plan para atraparlos. Más tarde se la ve mirando una fotografía rota de su difunta madre cuando es emboscada por los nuevos Footbots, un último invento del Kraang para Oroku Saki. Aunque dominado por sus impresionantes técnicas de lucha, Shredder emerge para informarle que se va a Japón para ocuparse de "asuntos urgentes". Él le advierte que no haga ningún movimiento contra las Tortugas hasta su regreso a Nueva York, ya que la obediencia conlleva una dura pena. En el episodio de dos partes "The Manhattan Project", Leo le dice a Karai la verdad de que Splinter es su padre biológico, pero ella lo descarta como una mentira. En "The Wrath of Tiger Claw", ella comienza a tener dudas sobre si Shredder está diciendo la verdad o no. Ella "miente" a Leonardo, diciéndole que cree que es la hija de Splinter para que así pueda ir a la Guarida de las Tortugas a investigar para ver si las Tortugas están diciendo la verdad y contacta a Tiger Claw por si acaso necesita refuerzos, pero Cuando descubrió que realmente era hija de Splinter, se arrepintió de sus acciones pasadas y de contactar a Tiger Claw y trató de compensarlos ayudando a las Tortugas a luchar contra Tiger Claw. Ella es dominada y llevada de regreso con Shredder, quien la encarceló ahora que sabía la verdad sobre su ascendencia y su verdadero clan.
Karai hizo dos cameos sin hablar en "The Legend of the Kuro Kabuto" cuando fue visitada por Shredder, quien trató de explicarle que habría estado mal que ella fuera criada por "escoria como Splinter" y que él solo había hecho lo que había hecho hacer, lo que sabía que era correcto. Ella se alejó de su "padre", negándose incluso a reconocer su presencia. Una vez que él se fue, ella comenzó a golpear los barrotes de su celda, decidida a escapar. En "Vengeance is Mine", Karai es rescatada por las Tortugas y devuelta a la guarida. Sin embargo, después de escuchar la historia de su rivalidad y la muerte de su madre por parte de su padre biológico, se enojó tanto que regresó a la guarida de Shredder para acabar con él de una vez por todas, solo para ser capturada una vez más cuando Shredder ordena a Rahzar y Tiger Claw para llevarla a Stockman-Fly. El verdadero plan de Shredder era usarla como cebo para transformar a las tortugas en serpientes, razonando que, como enemigo natural de la rata, las serpientes-tortuga mutadas se comerían a Splinter, quien no podría luchar contra sus hijos. Stockman-Fly luego procede a agregar el ADN que recolectó de una víbora cornuda albina en la tina de mutágeno. Durante la pelea, Shredder accidentalmente hace que Karai caiga en el mutágeno, convirtiéndola en una serpiente mutante que se enfurece antes de escapar mientras recupera el control de sí misma cuando está a punto de matar a Splinter. Aunque Donatello espera crear un retromutágeno para curar a Karai, se revela que ella es un tipo especial de mutante y puede volver casi por completo a su ser humano, conservando solo sus ojos de serpiente verdosos, sus colmillos venenosos y su lengua prensil. Esto se debió al hecho de que Stockman-Fly derramó accidentalmente un ingrediente adicional cuando Shredder lo sorprendió.
En el final de dos partes de la segunda temporada, "The Invasion", Karai tuvo dos cameos sin hablar; donde apareció cerca de un callejón para esconderse del Kraang, y al final, cuando rescató a su padre biológico de ahogarse hasta morir en la alcantarilla. Ella revisó sus órganos vitales y le dio un cálido codazo antes de irse a las alcantarillas. También apareció en un flashback cuando Shredder recordaba su entrenamiento cuando era niña, hasta su mutación involuntaria en una serpiente púrpura y blanca sin sentido. Se la mostró salvando a Splinter de ahogarse en una tubería de drenaje. Ella lo llevó a la orilla y revisó sus signos vitales antes de regresar a las aguas de la alcantarilla. En el episodio de la tercera temporada "Serpent Hunt", Karai es perseguida por Anton Zeck, Ivan Steranko, Rahzar y Fishface para ser llevada ante Shredder, quien pretende recuperar a "su hija", sólo que bajo su completo control. Donatello observa que su mente se vuelve más parecida a una serpiente a medida que pasa el tiempo, ya que apenas puede hablar, pero aun así reconoció a sus antiguos enemigos como amigos y se despidió de ellos antes de partir hacia la ciudad. Ella es capturada y entregada a Shredder, quien hace que Baxter comience a trabajar en un suero de control mental para que Karai vuelva a estar de su lado.
En "The Deadly Venom", Baxter no solo ha ayudado con éxito a Karai a controlar su mutación (lo que le permite permanecer en forma humana pero cambiar la forma de sus brazos a serpientes, además de infectar a sus enemigos con diversas toxinas, venenos y veneno ácido), sino que también le lava el cerebro para que trabaje. y obedeciendo a Shredder una vez más, obligándola a llamarlo "Padre" en contra de su voluntad. Se ve obligada a cazar a las Tortugas y a sus aliados humanos de confianza (April O'Neil y Casey Jones) para finalmente llegar a Splinter. Después de infectar a April, Casey, Mikey y Raphael con su veneno de serpiente incurablemente letal, se enfrentó a Leonardo; uno a uno que había logrado contrarrestar su veneno letal utilizando sus recientemente desarrollados dones curativos del mantra "las manos curativas" que Splinter le había enseñado antes. Aunque derrotada, logró escapar mientras Leonardo estaba distraído. Muchas noches después, en "El ataque de Mega Shredder", se ve a Karai conectada a una contracción similar a Kraang que inyecta en su cerebro múltiples gusanos cerebrales. Nuevamente organizó un plan para capturar a las Tortugas y colocarlas en cuatro trampas separadas. Esto obligaría a Splinter a luchar contra ella hasta el final por la vida de sus hijos. Afortunadamente, Splinter usó más tarde su mantra de la "mano curativa", que debilitó el gusano cerebral dentro de su cabeza, provocando que ella lo escupiera, restaurando así su libre albedrío. Aunque las Tortugas la buscaron larga y duramente, ella había huido de la ciudad de Nueva York; presumiblemente de regreso a Japón.
Muchos meses después, Splinter y April utilizan a Karai como motivación para que Shredder ayude a defenderse de la invasión de Triceraton en el final de dos partes de la tercera temporada "Annihilation: Earth!", pero Shredder finalmente traiciona y mata a Splinter de todos modos a sangre fría. Luego, Karai muere fuera de la pantalla con la destrucción de la Tierra, pero se salva cuando las Tortugas Ninja crean una nueva línea de tiempo en "Earth's Last Stand". Finalmente libre del vil gusano cerebral que la había controlado, una furiosa Karai centra todos sus esfuerzos en acabar con Oroku Saki y su imperio criminal con la ayuda de su vieja amiga Shinigami, una bruja budista que posee una magia negra extraordinariamente poderosa. Para pensar más en su nuevo impulso, se reclutan nuevos soldados de infantería para su propio ejército, que ella misma comanda. Desafortunadamente, más tarde es capturada por Shredder (que ahora se ha convertido en un mutante musculoso y con cuchillas inusualmente fuerte) y la usa como palanca para obligar a Splinter a otro duelo a muerte. Suspendida en cadenas, Karai se ve obligada a observar cómo su único y verdadero padre es constantemente pulverizado por la inmensa fuerza del Super Shredder. Se las arregla para usar sus habilidades de serpiente mutante para liberarse de sus ataduras y se une a April y las Tortugas, pero son bloqueadas por varios Chrome Domes. Más tarde, Karai huye con April y las Tortugas a Entrañas y se horroriza al ver a su padre, Splinter, apenas defendiéndose de Super Shredder. Antes de que pueda correr en ayuda de su padre, más Chrome Domes atacan y observa con horror cómo Splinter y Oroku Saki caen 300 metros; presumiblemente a sus muertes.
Karai luego se une a Leonardo y April para atraer a Oroku Saki a la superficie. Emboscada por Tiger Claw, defiende a April y viene a ayudar a Leonardo, quien está siendo destrozado por Super Shredder. Ella lo ataca brutalmente con su tanto. Casi muere aplastada por un camión, pero la salva el fuerte agarre telequinético de April. Ella distrae a Saki "ofreciéndole la oportunidad de redención" sin necesidad de venganza, lo que no fue más que una artimaña para que Leonardo, gravemente herido, escapara. Luego aprovechó la distracción del Super Shredder para atacarlo directamente golpeando su palpitante corazón mutado. Abandonó la persecución para ayudar a April a recuperar a Leonardo para recibir atención médica. Algunas semanas más tarde, se muestra que Karai está trabajando con Mighty Mutanimals para planificar su próximo movimiento. Ella se sorprende cuando son interrumpidos por la repentina llegada del mismísimo Super Shredder. Ella intenta atacarlo furiosamente con su tanto, pero su brazo mutado con púas la lanza hacia atrás, queda gravemente herida y queda inconsciente por los escombros en llamas. Leonardo (quien desesperadamente le realizó RCP para salvarla de más inhalación de humo) la salva y Shinigami la lleva al hospital. Finalmente recupera el conocimiento en una cama de hospital y se muestra que lleva un collarín; conectado a una máquina de soporte vital. Las Tortugas le informan con tristeza de la muerte de su padre y su derrota a manos de Super Shredder. Ella le dice débilmente a Leonardo que ponga fin a todo esto y que siempre creerá en él. Más tarde se la muestra junto a Leonardo en el edificio de Industrias Stockman con un brazo roto. Ella le dice a Leonardo que no hay nada por lo que disculparse y le agradece por hacer lo que nadie más pudo: acabar con Shredder. Ella mira al cielo, donde el espíritu de Splinter la cuida a ella y a los demás con orgullo.
A partir de la quinta temporada, Karai y su buena amiga Shinigami viajaban en la oscuridad de la noche en busca de soldados del Pie que la habían traicionado, ya que la acusaban de no ser digna de gobernar el clan del Pie. De repente fue atacada por un misterioso guerrero enmascarado. Se sorprendió al descubrir que, de hecho, era su antiguo maestro y mentor, Hatori Tatsu. Después de escapar (gracias a las artes oscuras de Shinigami), vino a la Guarida para advertir a las Tortugas del deseo de Tatsu de gobernar como el nuevo Shredder, con el legendario y mutado Kuro Kabuto en su poder. Ella se enoja y horroriza cuando le dicen que Tiger Claw y su culto Foot están buscando el Kabuto para devolverle la vida a Oroku Saki. Ella resolvió que todos encontraran a Tatsu y lo derrotaran mientras recuperaban el Kuro Kabuto, ya que es la llave que le da a su portador control total sobre todo el clan Foot. Con Leonardo para respaldarla, Karai apareció en el almacén donde estaba Kabuto y se acercó sigilosamente detrás de Tatsu, lista para derribar al espadachín. Sin embargo, su táctica resultó tonta, ya que su antiguo maestro sintió su presencia y volvió a golpearla sin apenas esfuerzo. Furiosa, ella le quitó la máscara plateada de oni, revelando que estaba ciego. Con la ayuda de Leonardo, ella fue capaz de tomarlo por sorpresa y morderlo severamente con sus colmillos de serpiente; infectándolo así también con su veneno letal. Luego se volvió hacia los soldados Foot, afirmando que Tatsu simplemente los había estado usando y manchando el nombre del clan Foot para su propia gloria, tal como lo había hecho Shredder; que el Clan Foot merece un destino noble, uno con honor y moralidad. En "Heart of Evil", Karai trabajó más tarde junto a April, quien perseguía a Bebop en una motocicleta. Cuando la bicicleta fue destruida por los látigos de energía púrpura del jabalí mutante, se salvó de sufrir cualquier lesión gracias a las fuertes habilidades telequinéticas de April. Luego luchó contra Kavaxas incluso convirtiéndose en una serpiente y logró obtener de él el místico Sello de los Antiguos por un corto tiempo. Algunas noches después, en "End Times", Karai ayudó a April y las Tortugas a recuperar los fragmentos del corazón de Shredder. Viaja con April en una motocicleta en busca de Bebop. Cuando fueron vistos, la telequinesis increíblemente fuerte de April la salvó de caer con fuerza. A pesar de sus mejores esfuerzos, no pudo evitar que el corazón de su "padre" adoptivo cayera en manos de Tiger Claw y Kavaxas. Finalmente aparece en Lair montada en la espalda de Leatherhead. Luego fue con Leonardo, Michelangelo y Leatherhead para detener a Kavaxas y al revivido Super Shredder, parecido a un zombi. Observó cómo los dos eran arrastrados al Inframundo a través de un portal. Al atardecer, se despidió finalmente del espíritu de su padre en forma de un cálido y amoroso abrazo. Quería apreciar la hermosa puesta de sol con Leonardo y los demás antes de regresar a casa.
En el episodio de dos partes "When Worlds Collide", Karai parece permanecer con las Tortugas Ninja y su buena amiga April O'Neil en la Guarida, donde frecuentemente pelea con Leonardo, por quien expresó sus sentimientos románticos mutuos durante su " sesiones de entrenamiento "lúdicas". Esperó en los tejados mientras llegaban los dos salamandrinos, y obviamente le repugnaba que Rafael tuviera debilidad por "un gran tritón". Ella accedió a trabajar junto con ellos para evitar que el Newtralizer acabara con los Utroms. Cuando el insecto extraterrestre Lord Dregg invadió, Karai se sorprendió por la captura de Leonardo. Intentó mantener a raya a las hordas de Vreen, pero finalmente también fue llevada a la nave espacial de Dregg. Una vez liberada, luchó junto a Leonardo, Donatello y April contra Lord Dregg, pero fue derrotada fácilmente. Tras la destrucción del Newtralizer por electrocución, expresó tristeza cuando Michelangelo se ofreció a usar sus habilidades de generación eléctrica adquiridas temporalmente para darle a ella y a las Tortugas tiempo suficiente para abandonar el barco; aparentemente sacrificando su propia vida en el proceso. Cuando Michelangelo reapareció ileso, Karai le aseguró que hoy era una victoria y que debían celebrar. Expresó su exasperación cuando Raphael y Mona Lisa se dieron un cariñoso abrazo.
En "The Frankenstein Experiment", Karai apareció brevemente en una ilusión que el faraón momificado había creado para atormentar a Leonardo, como un vampiro con el Super Shredder detrás de ella, lo que preocupó gravemente al líder Tortuga. En "The Foot Walks Again" y "The Big Blowout", Karai regresa, junto con su buena amiga Shinigami (quien anteriormente fue herida por Tatsu junto con Casey), y se enfrenta al mucho menos intimidante Shredder del mundo 2D de las Tortugas Ninja de los años 80 y 90. Ella se une a sus aliados April y Casey, y más tarde a las Tortugas Ninja, sus contrapartes de la década de 1980 y los Poderosos Mutanimales, para evitar que los actuales Bebop y Rocksteady trabajen con Krang y Shredder para destrozar ambas dimensiones y destruir todo el multiverso.

#### Rise of the Teenage Mutant Ninja Turtles
Karai apareció en Rise of the Teenage Mutant Ninja Turtles, con la voz de Gwendoline Yeo. Karai debuta en el final de la serie de cuatro partes como antepasada de Splinter como la tatarabuela materna del maestro ninja convertido en rata, lo que llevó a las Tortugas a llamarla "Gram-Gram". En esta serie de comedia, ella es la hija biológica de Oroku Saki en lugar de ser adoptada por él, quien reconoció cuán corrupta era el alma de su padre por la oscura armadura mágica que lo transformó en el implacable y villano Shredder. Para poner fin a esta batalla de derramamiento de sangre, Karai fue contra su padre y fundó el Clan Hamato y encarceló a su propio padre en el Reino del Crepúsculo junto con ella misma durante cinco siglos.
Después de luchar valiente e incansablemente contra el alguna vez pacífico Clan Foot, el espíritu de Hamato Karai terminó atrapado dentro del Reino Crepuscular para suprimir toda la fuerza de Shredder, y sus descendientes de Hamato, uno de quien era la difunta madre de Splinter. Una vez encontrada por las Tortugas y Splinter, se sorprendió al ver tortugas y una rata parada sobre dos patas y se presentó como Hamato Karai, para gran entusiasmo de Splinter al conocer finalmente a su tatarabuela materna. Al final, Oroku Saki se libera de la fuerza oscura que había consumido todo su ser y abraza a su hija perdida hace mucho tiempo. Luego parte hacia los Cielos con la propia esencia de Saki para finalmente descansar en paz.

### Películas

#### Animación
- Karai apareció en la película de 2007 TMNT con la voz de Zhang Ziyi. Después de la muerte de Shredder, ella es la nueva líder del Pie, contratado por el misterioso multimillonario Max Winters para ayudarlo a él ya sus generales de piedra a cazar a los trece monstruos inmortales antiguos.[71] Ella lucha con Leonardo (a quien reconoce claramente) y rechaza su oferta para ayudarlos, también participa en la batalla con April O’Neil mientras el Pie lucha contra las Tortugas y sus aliados. Durante la marea de la batalla, tanto el Clan del pie como las Tortugas se dieron cuenta de que Winters, revelándose a sí mismo como un señor de la guerra inmortal llamado Yaotl, solo quería que los monstruos fueran devueltos a su mundo para deshacer la maldición de la inmortalidad que él y sus generales de piedra habían soportado. Desafortunadamente, los generales de piedra han traicionado a Winters al perderse deliberadamente el monstruo final y pretenden usar el portal para finalizar su conquista de la Tierra. Cuando los generales de piedra le ofrecen al pie la oportunidad de unirse a ellos en la conquista mundial, Karai se niega, diciendo que cumplirían su contrato con Winters. Ayudado por April y Casey, entonces ella lleva a su ninja a recuperar el último de los monstruos. Al final, Karai se alía pacíficamente con las Tortugas, pero le da la última palabra críptica de que las Tortugas han pasado algo (ella se niega a elaborar) y pronto tendremos más asuntos juntos; el tipo que involucra rostros conocidos de su pasado, implicando el inevitable regreso a la vida de Shredder.

#### Acción en vivo
Minae Noji interpretó a Karai en la película de 2014 Teenage Mutant Ninja Turtles. Noji, quien dijo que conocía al personaje hacia atrás y hacia adelante y lo describió como su sueño hecho realidad, también dijo que disfrutó el papel porque siempre ha sido imantada con mujeres que son guerreras fuertes —no necesariamente físicamente, sino como un espíritu, como un alma, con fuerza interior—. Noji dijo que el casting era único en eso, porque el proyecto era tan confidencial, a ninguno de los actores se les dio el nombre de personaje o los lados antes de tiempo. Sin embargo, ya que soy un fan de la franquicia, pude juntar las cosas y rápidamente supe que era para el papel de Karai. Estaba eufórica.
Karai solo desempeña un papel secundario en la película, que fue una decepción para algunos críticos y comentaristas. Hubo una escena filmada pero no utilizada de una pelea entre April O’Neil, Vernon Fenwick, Karai y el Pie en el centro de Manhattan que se eliminó de la película terminada. Will Arnett, quien interpretó a Vernon, dijo que en esta escena su personaje sale justo en el momento correcto [y] golpea a Karai con la camilla y la desequilibra un poco. Luego April la termina.
Karai reaparece en la secuela de 2016, Teenage Mutant Ninja Turtles: Out of the Shadows, con Brittany Ishibashi reemplazando a Minae Noji en el papel. Ishibashi, una autoproclamada fangirl de Karai, hizo una audición para el papel con el nombre en código de «Mujer Soldada», prediciendo correctamente que sería Karai. Ishibashi dijo: Mi versión de Karai es primero un soldado. Ella es la mano derecha de Shredder y hará lo que sea necesario para hacer el trabajo. Es ferozmente leal, inteligente y guerrera cuando se trata de cumplir con la tarea en cuestión. Para ella el Foot Clan es su familia y ella tiene el mayor respeto por Master Shredder, aunque ella cuestiona su decisión de reclutar a Bebop y Rocksteady. Preparándose para el papel, entrenó con el equipo de dobles 87Eleven, además de su cinturón negro en taekwondo, y también tuvo dos dobles, Natalie Padilla y Ming Qiu.
En la primera película, Karai es representada como la asistente de Shredder, quien lidera muchas de las misiones de campo del Clan del Pie. Karai es vista muchas veces acompañando a Eric Sacks y Shredder. Karai es vista por última vez en una persecución en auto con las Tortugas donde Raphael hace que su jeep se estrelle contra un árbol. En la secuela sigue siendo la mano derecha de Shredder, actuando como guardaespaldas y asistente. También trabaja en estrecha colaboración con Baxter Stockman. Karai es vista por última vez en una pelea con April, que termina con April eliminando a Karai.

### Videojuegos
- Karai apareció en Teenage Mutant Ninja Turtles 2: Battle Nexus (2004)[83] en un encuentro basado libremente en el episodio «Pícaro en la Casa Parte 2» del dibujo animado de 2003. Su apariencia es la de la serie de dibujos animados y está armada con espadas dobles y también tiene un movimiento especial de desatar múltiples kunai s en cada dirección. En el modo historia del juego, las tortugas se encuentran a Karai después de que ella muy inquieta decidió obedecer la orden de Shredder de matarlos. Después de derrotar a Karai en combate, Leonardo le suplica que elija su honor sobre la lealtad a Shredder, incluso yendo tan lejos como permitirle arremeter contra él si decide que sí, pero ella se encuentra incapaz de hacerlo y le pide que la mate en su lugar. Leonardo se niega a su vez y se va, diciéndole que él cree que un día se entenderán. Según Prima Games, Karai es uno de los rivales más duros en el modo torneo de Lucha del Clan del Pie.[84] Si el jugador la derrota, podrá seleccionarla como personaje jugable a partir de entonces.
- Karai es el penúltimo jefe en Teenage Mutant Ninja Turtles 3: Mutant Nightmare (2005).
- Se puede oír la voz de Karai y tiene un cameo en el videojuego TMNT (2007). Karai también sirve como el segundo jefe en el videojuego TMNT para Game Boy Advance.
- Karai es también un jefe en Teenage Mutant Ninja Turtles: Arcade Attack (2009), su aspecto reflejando su diseño de Back to the Sewer / Turtles Forever.
- Karai aparece en Teenage Mutant Ninja Turtles: Tournament Fighters[85]
- Karai (con la voz de Karen Neil) es uno de los personajes seleccionables en Teenage Mutant Ninja Turtles: Smash-Up (2009).[86]

### Mercadería
Una figura de acción de la Karai de los dibujos animados en su armadura Shredder (con un casco removible) fue lanzada por Playmates en 2005, lleno de bonus DVD. Una figura de acción más grande basada en como ha aparecido en TMNT (con una cabeza intercambiable, con o sin la máscara y capucha) fue lanzada por Playmates en 2007.